# Thuộc địa Thụy Điển
Thụy Điển sở hữu các thuộc địa ở hải ngoại từ 1638 đến 1663 và từ 1784 đến 1878.

## Danh sách

### Các thuộc địa cũ của Thụy Điển ở Châu Phi
- Bờ biển vàng Thụy Điển (1650-1663; mất vào tay Đan Mạch và Hà Lan) bao gồm bờ biển Cape (1649-1663) bao gồm các khu định cư sau:
Pháo đài Apollonia, ngày nay là Beyin: 1655-1657.
Pháo đài Christiansborg / Pháo đài Frederiksborg, trở thành thủ đô, ngày nay là Osu: 1652-1658
Pháo đài Batenstein, Butri hiện tại: 1649-1656.
Fort Witsen, ngày nay là Takoradi: 1653-1658.
Carolusborg: Tháng 4 năm 1650 - Tháng 1/Tháng 2 năm 1658, ngày 10 tháng 12 năm 1660 - 22 tháng 4 năm 1663

### Các thuộc địa cũ của Thụy Điển ở Mỹ
- Guadeloupe (1813-1814; trả lại Pháp)
- Saint-Barthélemy (1784-1878; được bán cho Pháp)
- Tân Thụy Điển (1638-1655; thua Hà Lan)
- Tobago (1733; cố gắng định cư nhưng bị cản trở bởi người bản địa)

## Châu Mỹ

### Tân Thụy Điển

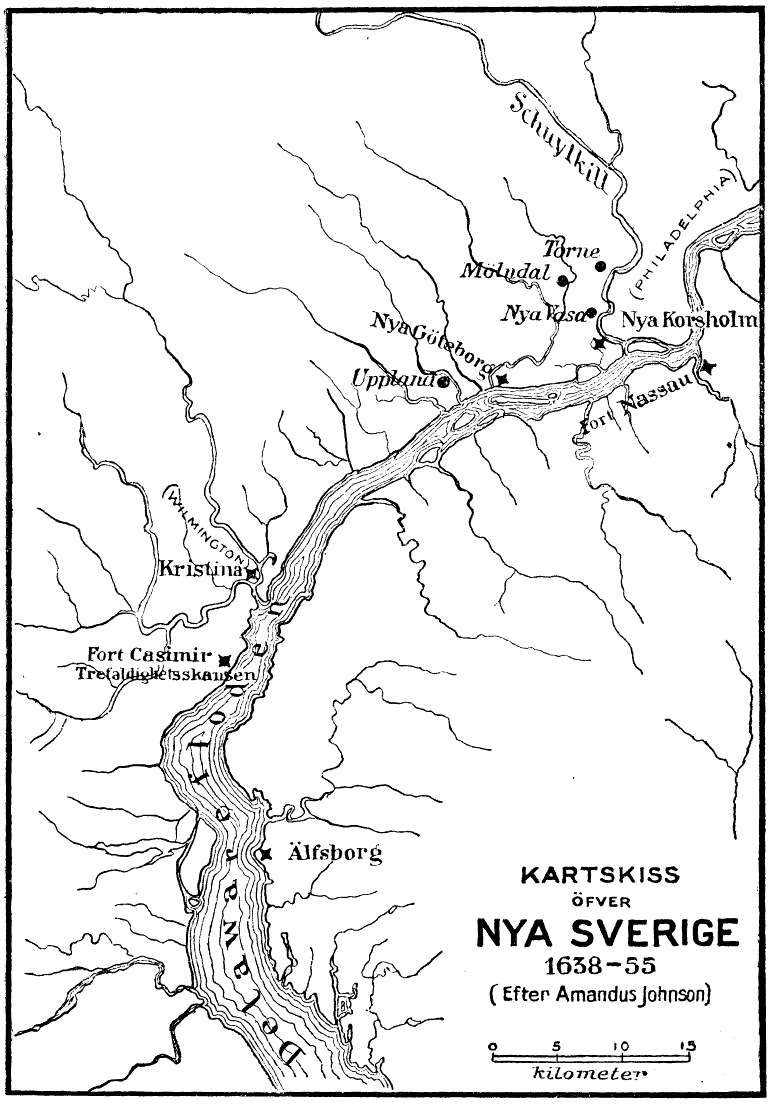
Bản đồ của Tân Thụy Điển khoảng 1650.

Đến giữa thế kỷ 17, Đế quốc Thụy Điển đã đạt đến phạm vi lãnh thổ lớn nhất. Người Thụy Điển đã tìm cách mở rộng ảnh hưởng của họ bằng cách tạo ra một thuộc địa thương mại nông nghiệp (thuốc lá) và lông để vượt qua các thương nhân Pháp, Anh và Hà Lan. Điều lệ bao gồm các cổ đông Thụy Điển, Hà Lan và Đức. Khi đổ bộ, họ thành lập Pháo đài Christina (nay là Wilmington, Delaware), được đặt theo tên Nữ hoàng Kristina của Thụy Điển. Nhiều người định cư là người Phần Lan, kể từ năm 1809, khu vực hiện đại Phần Lan là phần ba phía đông của vương quốc Thụy Điển.
Khu định cư thực sự là một cuộc xâm lược của Tân Hà Lan (New Netherland) vì đây là lãnh thổ của Hà Lan. Người sáng lập và thống đốc đầu tiên, Peter Minuit, từng là Tổng giám đốc của Tân Hà Lan từ năm 1626 đến 1633. Bất mãn sau khi bị cách chức, ông đã dẫn một đoàn thám hiểm Thụy Điển đến một địa điểm mà ông biết là điểm chiến lược tốt để trả đũa người chủ cũ của mình. Minuit đã chết trong chuyến đi trở về từ Stockholm trong một cơn bão gần đảo Saint Kitts ở Caribbean. Thuộc địa sẽ thành lập Fort Nya Elfsborg ở phía bắc Salem, New Jersey ngày nay vào năm 1643.
Vào tháng 5 năm 1654, Pháo đài Hà Lan Casimir, nằm trong New Castle, Delaware ngày nay, đã bị Tân Thụy Điển chiếm giữ. Như một sự trả thù, thống đốc người Hà Lan Peter Stuyvesant đã gửi một đội quân đến sông Delaware, pháo đài Thụy Điển đã buộc phải đầu hàng.

### Tài sản của người Antilles
Saint-Barthélemy là hòn đảo Caribbean duy nhất trong lịch sử là thuộc địa của Thụy Điển trong bất kỳ khoảng thời gian dài đáng kể nào, Guadeloupe chỉ còn giữ được một thời gian ngắn, vào cuối Chiến tranh Napoléon.
Do sự ủng hộ của Thụy Điển đối với kẻ thù của Pháp trong Chiến tranh Napoléon, đảo Guadeloupe đã được nhượng lại cho vua Karl XIV Johan của Thụy Điển, chứ không phải cho Nhà nước Thụy Điển của ông. Tuy nhiên, một năm sau, hòn đảo đã được Hiệp định Paris trao cho Pháp. Thụy Điển sau đó buộc phải dàn xếp với Vương quốc Anh vì nó đã được bảo đảm là hòn đảo chiến lược đối với các thuộc địa Caribbean khác. Điều này dẫn đến Quỹ Guadeloupe đã bảo đảm cho Thụy Điển 24 triệu franc. Vì do cách sử dụng tiền, Thụy Điển sau đó đã được tặng thêm 300.000 Riksdaler theo Riksdag năm 1815 mỗi năm. Đợt cuối được trả vào năm 1983.
Ngoài những người Thụy Điển trong một thời gian ngắn cố gắng định cư tại Tobago vào năm 1733, nhưng họ đã bị các bộ lạc bản địa xua đuổi, và cuối cùng Tobago đã bị người Anh tuyên bố chiếm giữ.

## Châu Phi

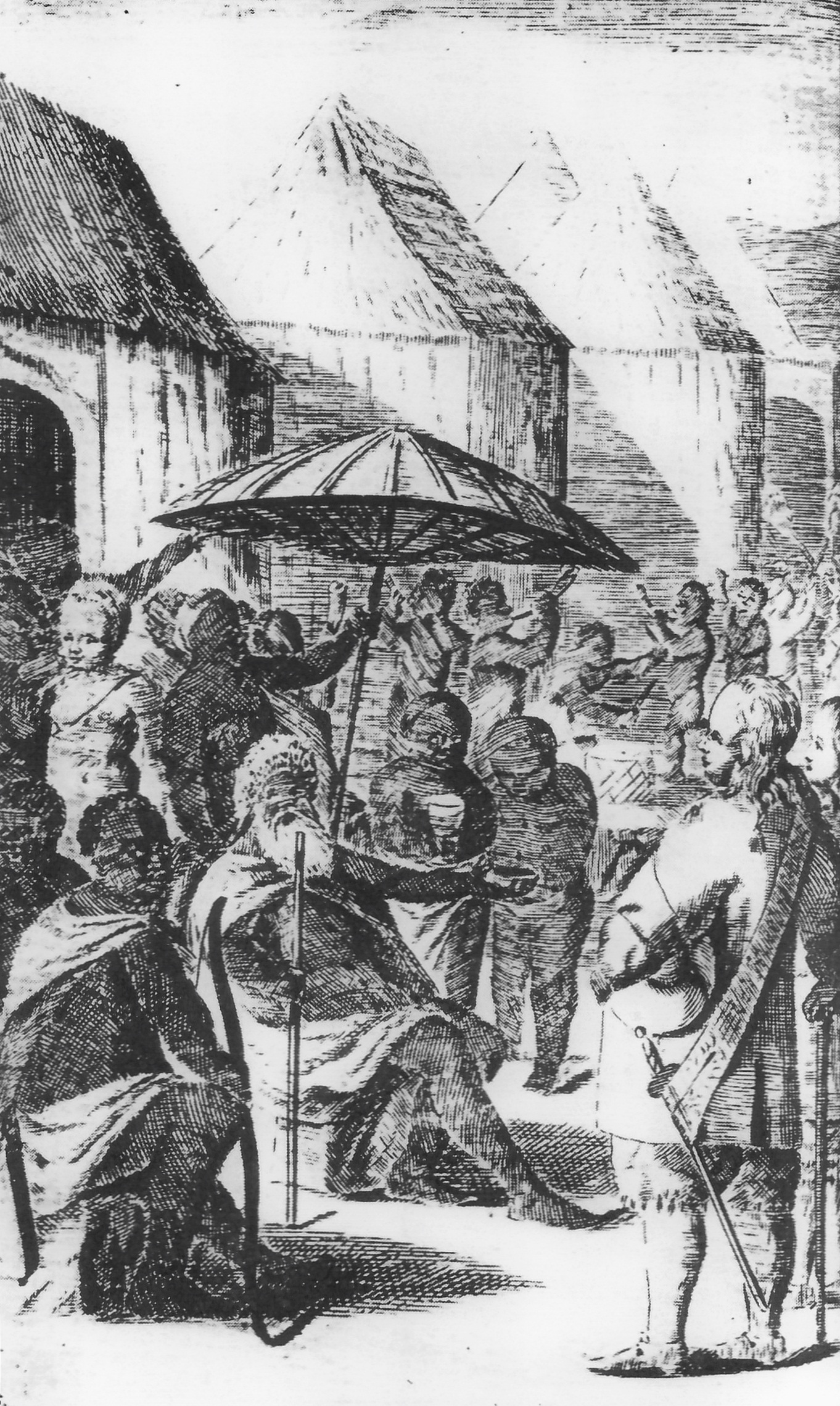
Người Thụy Điển được mời bởi Akan Vua Futu để dựng lên một "ngôi nhà đá" cho mục đích buôn bán.

Thụy Điển tạm thời kiểm soát một số khu định cư trên Bờ biển Vàng (Ghana ngày nay) kể từ ngày 22 tháng 4 năm 1650, nhưng mất lần cuối vào ngày 20 tháng 4 năm 1663 khi Pháo đài Carlsborg và Pháo đài chính Christiansborg bị Đan Mạch chiếm giữ.

### Cape Coast
Năm 1652, người Thụy Điển chiếm Cape Coast (thuộc Ghana ngày nay) trước đây thuộc quyền kiểm soát của người Hà Lan và trước đó là người Bồ Đào Nha. Cape Coast tập trung vào Lâu đài Carolusburg được xây dựng vào năm 1653 và được đặt theo tên của Vua Charles X Gustav của Thụy Điển nhưng hiện được gọi là Lâu đài Cape Coast.

### Buôn bán nô lệ Đại Tây Dương
Trong thời gian này buôn bán nô lệ ở Thụy Điển nhỏ bắt đầu. Tuy nhiên, sau sự sụp đổ của Tân Thụy Điển vào tay người Hà Lan, việc buôn bán nô lệ kết thúc. Nó sau đó được làm mới vào năm 1784, khi quốc vương của Thụy Điển, Gustav III, bắt đầu đàm phán với Pháp với mục đích tạo ra một liên minh mới giữa hai nước. Gustav đã đề nghị Gothenburg như một sự giao phó với người Pháp, để đổi lấy thuộc địa Saint Barthélemy ở Caribbean, ngoài các khoản trợ cấp. Mặc dù Thụy Điển đã thành công trong việc mua lại hòn đảo vào năm 1784, nhưng dân số thuộc địa chưa đến 1.000 người, và các cảng buôn bán đặc biệt không thuận lợi, đường và bông chỉ cung cấp bốn tải trọng mỗi năm và nhiều tài nguyên khác chỉ được sản xuất trong số lượng đủ lớn để cung cấp sinh hoạt cho người dân.
Tuy nhiên, các đảo gần với các điểm giao dịch của Anh và Pháp của các đảo Leeward và Windward. Một thị trấn mới cũng được xây dựng, Gustavia (được đặt theo tên của Nhà vua), và thương mại ở đây thuận lợi hơn. Trong vòng một năm, dân số đã tăng gấp đôi và Quốc vương thấy phù hợp để thành lập Công ty Tây Ấn Thụy Điển. Chiến tranh Napoléon (1803-1815) có lợi cho thương mại, cũng như việc mở cửa thương mại tự do với Thụy Điển vào năm 1806; dân số đã tiếp tục tăng, đạt khoảng 5.000 người vào năm 1800. Giảm trong thời gian ngắn chiếm đóng của Anh từ năm 1801 đến 1802, các thuộc địa tiếp tục phát triển mạnh. Năm 1811, 1800 tàu đã cập cảng Saint Barthélemy; và từ tháng 10 năm 1813 đến tháng 9 năm 1814, 20% hàng xuất khẩu của Hoa Kỳ đã đi qua đảo.
Hòn đảo đáng chú ý vì chủ nghĩa tự do, đặc biệt là liên quan đến khoan dung tôn giáo. Ở Thụy Điển, Luther giáo được tuân thủ nghiêm ngặt; mọi người có nghĩa vụ phải tham dự một số dịch vụ của nhà thờ mỗi năm và việc tuân thủ các tôn giáo hoặc giáo phái khác là trái luật (chẳng hạn như chuyển đổi sang Công giáo, thường dẫn đến việc mọi người bị lưu đày). Tuy nhiên, hai hòn đảo này là nơi sinh sống của một nhóm người đa dạng đến từ châu Âu, tiếng Pháp và tiếng Anh cũng được chấp nhận ngôn ngữ chính thức. Trên Saint Barthélemy, vào năm 1787, chỉ có 21 người giáo phái Luther cư ngụ ở đó, so với hơn 500 người Công giáo, cũng như hàng trăm người từ các giáo phái Tin lành khác nhau. Chính phủ đã không tìm cách đàn áp điều này: thực sự, họ đã ra lệnh cho thống đốc của Saint Barthélemy, Rosenstein, trả lương cho một linh mục Công giáo đến từ Saint Martin hai lần một tháng.